# クロロデンドロン藻綱
クロロデンドロン藻綱（） (学名：Chlorodendrophyceae) は、緑藻植物門に属する緑藻の一群である。基本的に単細胞であり、4本の等鞭毛をもつが、不動性の特徴的な樹状群体を形成する種もいる。沿岸域に多いが、湖沼でときに大増殖する種もいる。養殖魚介類の初期餌料として用いられることがある。またバイオ燃料の研究材料に用いられることもある。以前はプラシノ藻綱に分類されていたが、他のプラシノ藻よりもトレボウクシア藻綱、アオサ藻綱、緑藻綱と共通する特徴が多く、系統的にもこれらに近縁であることが示されている。

## 特徴
クロロデンドロン藻の多くは単細胞鞭毛性であるが、鞭毛を失って不動性となることもある。プラシノクラドゥス属 (Prasinocladus) は基物に付着し、細胞外被が積み重なった特徴的な樹状群体を形成する (下図1)。

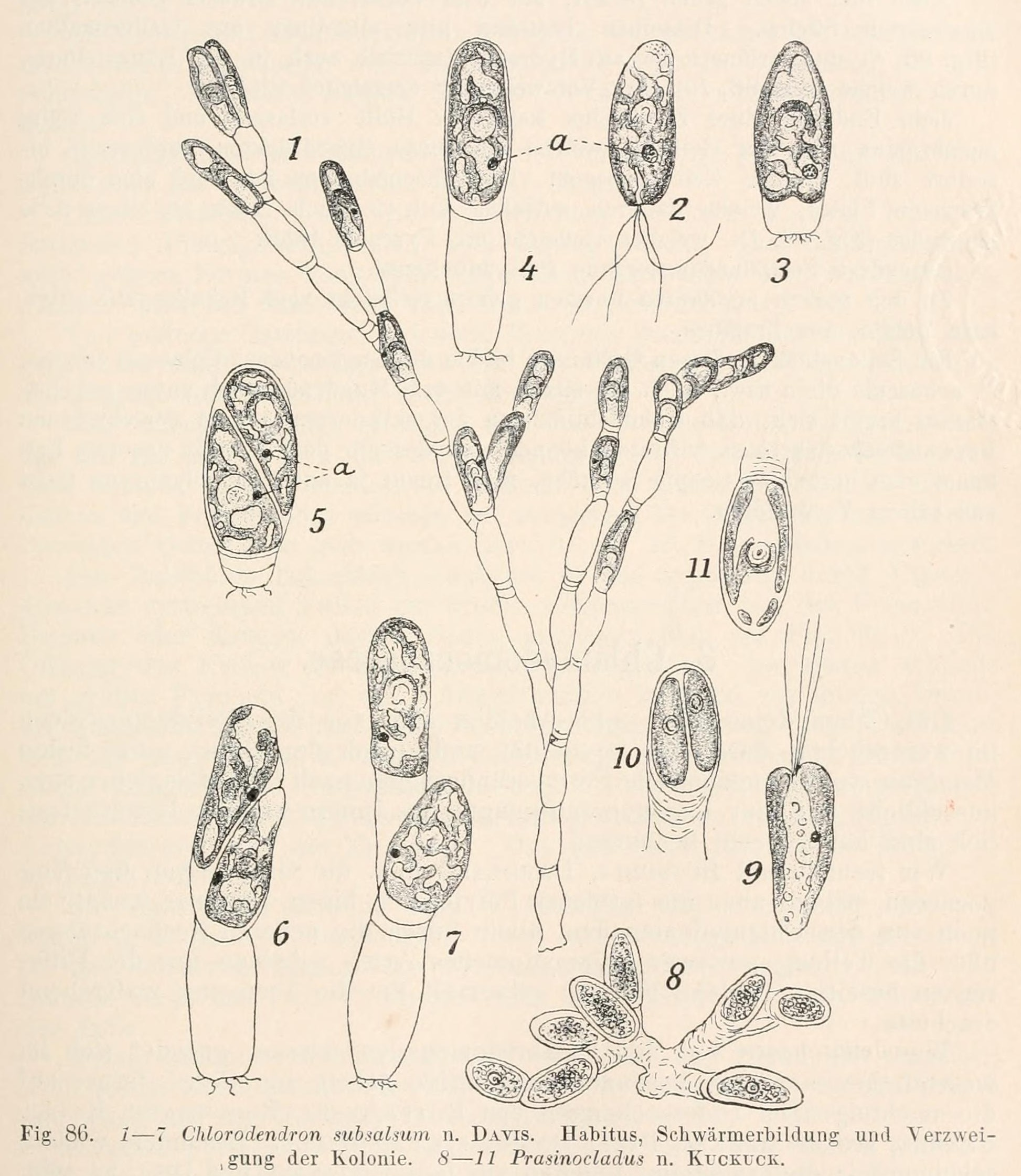
1. プラシノクラドゥス属 は樹状群体を形成する

鞭毛細胞は前後軸に回転対称でやや扁平。細胞頂端の窪みから4本の鞭毛が生じている (右上図)。鞭毛は等鞭毛性 (長さや運動様式が等しい) であり、繊毛打 (有効打と回復打からなる運動) によって鞭毛が生じている方向へ遊泳する。鞭毛装置は回転対称、4個の基底小体 (鞭毛基部) はほぼ平行に前方に向いており、中央の2個は反時計回り方向にずれている。発達した繊維構造 (ライゾプラスト) が、鞭毛基部から細胞左右側面へ伸びている。眼点はふつう比較的大きく、細胞側面に位置する (右上図)。
細胞本体は有機質鱗片 (方形鱗片と小さな星状鱗片) が融合してできた薄い細胞壁 (テカ theca) で囲まれている。また鞭毛は、方形鱗片 (ダイヤモンド形鱗片) と棒状鱗片 (rod-shaped scale) で覆われ、また毛状鱗片 (hair scale) が付随する。
葉緑体はカップ状、ふつう１細胞に1個だが、2個に分かれていることもある。葉緑体はふつうピレノイドをもつが、スケルフェリア属 (Scherffelia) はピレノイドを欠く。緑色植物に一般的な光合成色素組成を示すが、一部はジビニルプロトクロロフィリド (MgDVP) やシフォナキサンチン (の派生色素) をもつ。
核は1個。核分裂・細胞質分裂様式は、緑藻綱やトレボウクシア藻綱に似ている。核分裂は閉鎖型 (核膜は維持される) であり、中間紡錘体は比較的早い段階で崩壊する (そのため娘核が接近する)。細胞質分裂において分裂面にファイコプラスト (分裂面に平行な微小管群) が生じる。またライゾプラストが核分裂における極となり、基底小体は分裂面近くに位置する。
細胞分裂時に鞭毛細胞は鞭毛を失って不動化し、母細胞壁 (テカ) 内で分裂して2個 (ときに4, 8, 16個) の細胞 (遊走子) になり、これが放出されて無性生殖を行う (上図1)。また厚い細胞壁をもつシスト (耐久細胞) を形成する例がある。有性生殖は未知。アイソザイム解析からは、栄養細胞が複相であることが示唆されている。

## 生態

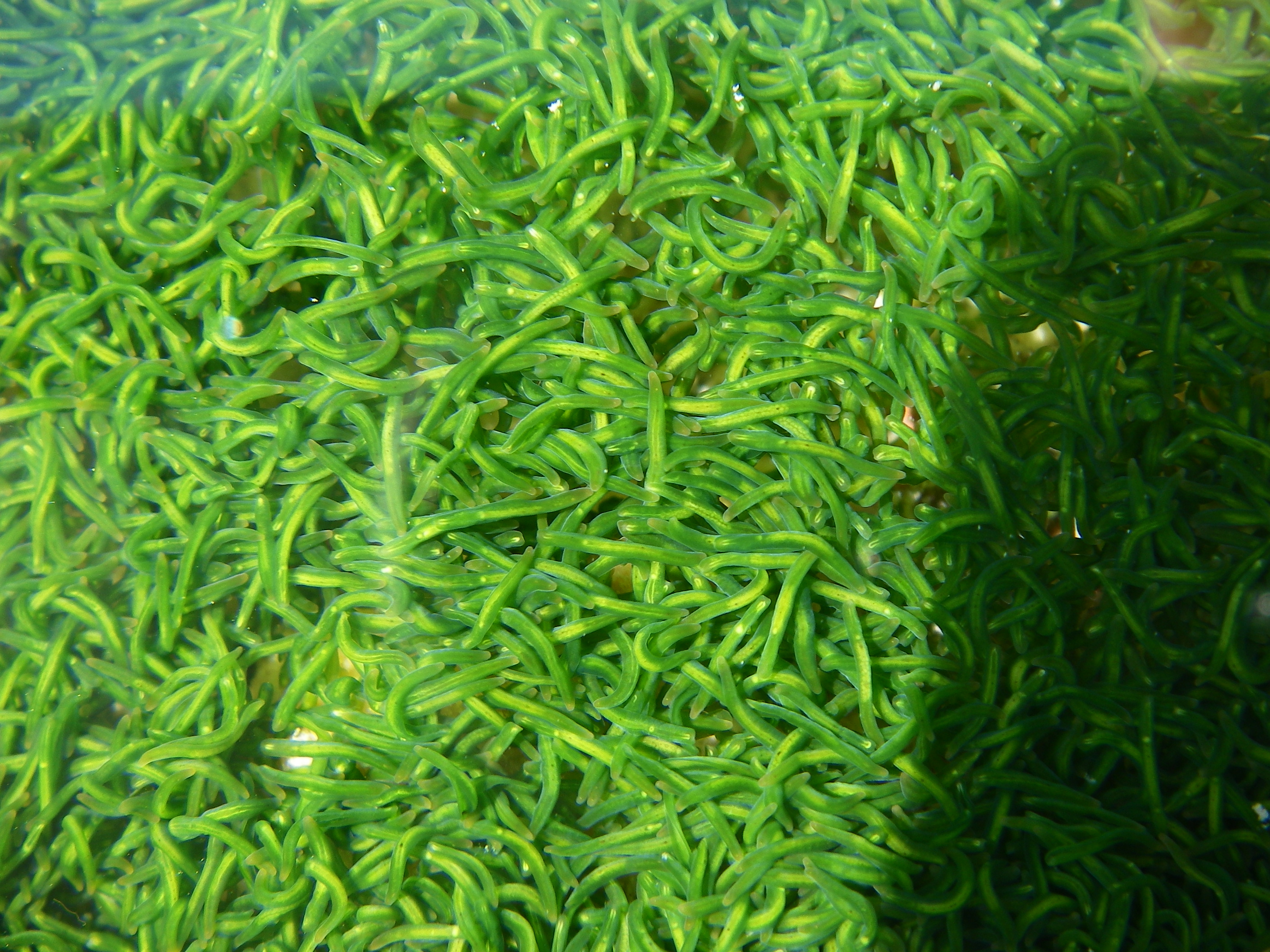
2. テトラセルミス属が共生した

クロロデンドロン藻は海、特に沿岸域で比較的普遍的である。淡水種もおり (例：Tetraselmis cordiformis)、ときに多い。多くはプランクトン性であるが、タイドプールなどの岩上に付着している種もいる (Prasinocladus)。
海産の渦虫様動物である無腸類の中には、クロロデンドロン藻が共生している例がいくつか知られており、Symsagittifera roscoffensis にはテトラセルミス属の一種 (Tetraselmis convolutae) が共生している (右図2)。T. convolutae は宿主に糖などの有機物を供給し、宿主から窒素源 (尿酸) を得る。S. roscoffensis の卵には共生藻は含まれていないが、孵化後に T. convolutae を取り込み、共生関係が成立する。S. roscoffensis はヨーロッパ大西洋岸に分布しており、干潮時に砂浜の表面に這い出て砂浜を緑色に染めることがある。
放散虫の Spongodrymus (スプメラリア目) にテトラセルミス属が細胞内共生している例も知られている。またテトラセルミス属に感染するウイルスが報告されている。

## 系統と分類
クロロデンドロン類は、緑藻植物門のほとんどの種を含む系統群であるUTC系統群 (アオサ藻綱、トレボウクシア藻綱、緑藻綱) に近縁であり、いくつかの形質 (前後軸に回転対称な鞭毛細胞、細胞質分裂におけるファイコプラストの存在など) を共有する。両者の近縁性は、分子系統学的研究からも支持されている。UTC系統群とクロロデンドロン類 (およびペディノ藻綱) を合わせた系統群はときに"コア緑藻植物" (core chlorophytes, core Chlorophyta) とよばれ、また緑藻植物亜門 (学名：Chlorophytina) に分類することがある。
クロロデンドロン類は、「プラシノ藻」としてはじめて認識されるようになった藻群の一つである。しかしプラシノ藻は非単系統群であることが明らかであるため解体され、2019年現在、クロロデンドロン類は独立の綱、クロロデンドロン藻綱 (Chlorodendrophyceae) として扱われることが多い。環境DNAなどの研究では、prasinophyte clade IV とよばれる系統群に相当する。
クロロデンドロン類は、現在トレボウクシア藻綱に分類されている藻類との類似点 (反時計回りに配置した基底小体、核分裂時に中心小体が分裂面付近に配置) をもつため、両者をあわせてプレウラストルム藻綱 (Pleurastrophyceae) に分類することが提唱されていた。この場合、クロロデンドロン類を除いた「プラシノ藻」は、ミクロモナス藻綱 (Micromonadophyceae) に分類された。しかし現在では、クロロデンドロン類とトレボウクシア藻との直接的な近縁性は支持されていない。
2019年現在、約50種が知られ、ふつう1目1科3属に分類されるが、プラシノクラドゥス属 (Prasinocladus) はテトラセルミス属 (Tetraselmis) に含めることもある。2019年現在、一般的な属までの分類体系を下に示す。
| クロロデンドロン藻綱の属までの分類体系 - クロロデンドロン藻綱 Chlorodendrophyceae Massjuk, 2006 - クロロデンドロン目 Chlorodendrales Melkonian, 1990 - クロロデンドロン科 Chlorodendraceae Oltmanns, 1904 - プラシノクラドゥス属 (プラシノモ属) Prasinocladus Kuckuck, 1894 [シノニム: Chlorodendron Senn, 1900] - スケルフェリア属 Scherffelia Pascher, 1911 - テトラセルミス属 Tetraselmis F.Stein, 1878 [シノニム: Platymonas G.S.West, 1916] |